# Mount Bellingshausen
Mount Bellingshausen är ett berg i Antarktis. Det ligger i Östantarktis. Nya Zeeland gör anspråk på området. Toppen på Mount Bellingshausen är 1 380 meter över havet.
Terrängen runt Mount Bellingshausen är huvudsakligen kuperad, men åt sydost är den platt. Mount Bellingshausen är den högsta punkten i trakten. Trakten är obefolkad. Det finns inga samhällen i närheten. 